# Takako Shigematsu

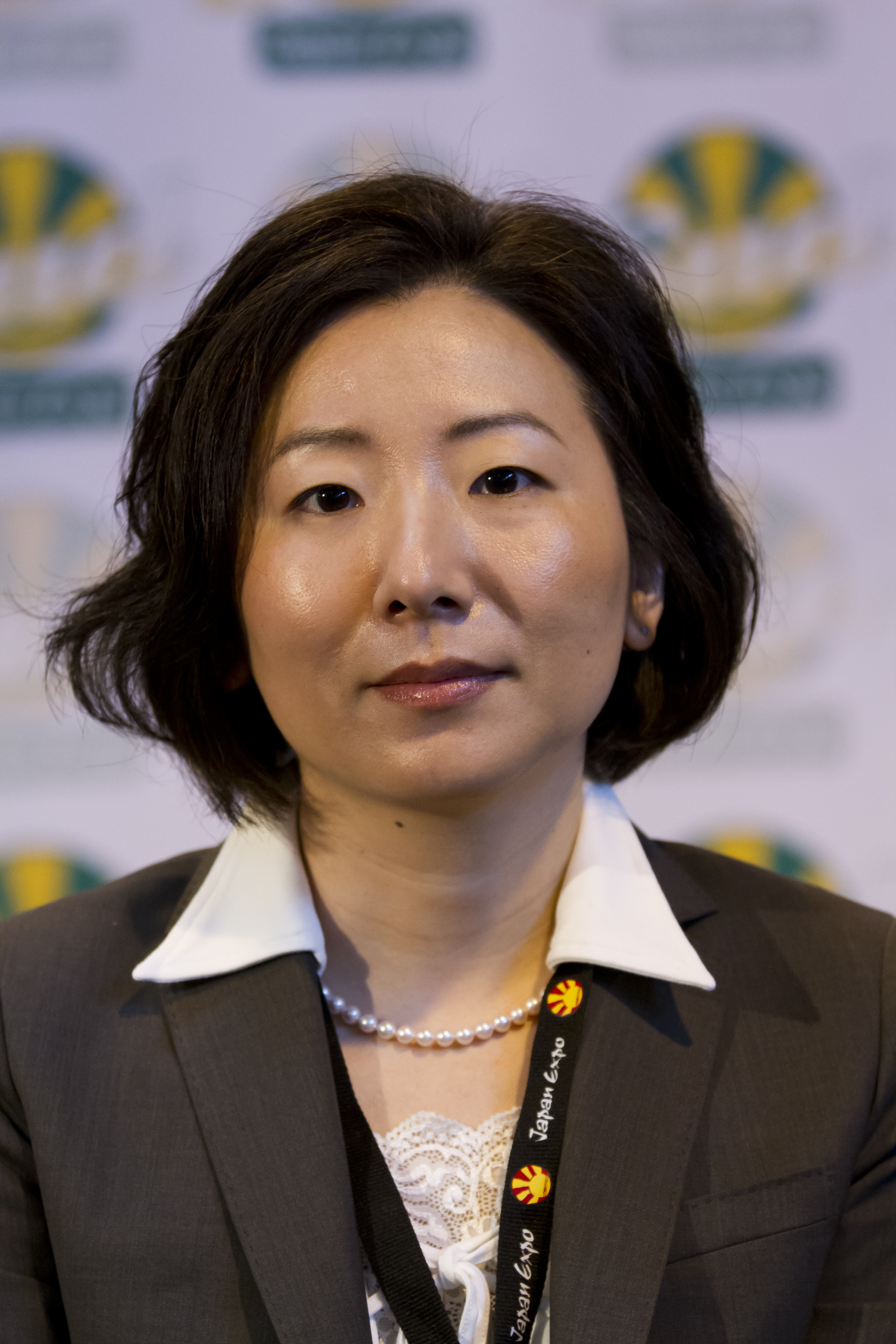
Takako Shigematsu auf der Japan Expo Sud 2012.

Takako Shigematsu (japanisch しげまつ 貴子 Shigematsu Takako; * 23. August) ist eine japanische Mangaka.

## Werdegang und Werk
Der erste Manga von Shigematsu erschien 1995 als Kurzgeschichte. Ihr Durchbruch kam 2002 Taiyō made 3 m. Die kurze Serie erzählt von der Oberschülerin Taiyo, die zum Andenken an ihren Bruder das Training von dessen Basketballklub übernimmt und dabei besondere Unterstützung von zwei Spielern erhält. 2003 startete dann I’m no Angel!! – Tenshi Ja Nai!!, eine von Shigematsus erfolgreichsten Serien. Die Geschichte handelt von einem Mädchen, das von vielen Mitschülern geliebt wird, und einem Jungen, der vorgibt, ein Mädchen zu sein. Der Manga wurde in mehrere Sprachen übersetzt, darunter ab 2008 bei Egmont Manga ins Deutsche. Es folgten viele weitere, kurze Serien und Kurzgeschichten. An längeren Serien erschien zunächst ab 2006 Kyūkyoku Venus. Die Geschichte dreht sich um ein Mädchen, das nach dem Tod ihrer Mutter erfährt, dass sie die Erbin eines großen Vermögens ist und in der ihr völlig neuen Familie ein neues Leben beginnt. Auch dieser Manga wurde mehrfach übersetzt. Über mehrere Jahre lief auch Makami-sama no Iu Tōri!, ein romantisches Drama mit übernatürlichen Elementen um ein Mädchen, das in jungen Jahren von einem Unbekannten gerettet wurde und den Sohn ihrer Pflegefamilie, der sich in sie verliebt hat.
Shigematsu erählt stets romantische Geschichten, wechselt dabei aber zwischen Komödien, Dramen und anderen zusätzlichen Elementen ab. Während ihre Mangas zu Anfang in Shōjo-Magazinen erschienen, die sich an jugendliche Mädchen richten, wird sie inzwischen meist in Josei-Magazinen für junge Frauen veröffentlicht.

## Bibliografie (Auswahl)
- Taiyō made 3 m (太陽まで3m, 2002, 3 Bände)
- I’m no Angel!! – Tenshi Ja Nai!! (天使じゃない!! Tenshi Ja Nai!!, 2003–2006, 8 Bände)
- Lamp no Ō-sama (ランプの王様, 2004, 1 Band)
- Kyūkyoku Venus (究極ヴィーナス, 2006–2009, 7 Bände)
- Makami-sama no Iu Tōri! (真神様の言うとおり！, 2010–2012, 5 Bände)
- Nekozuka-san Chi no Gokyōdai (猫塚さんちのご兄弟, 2010–2012, 3 Bände)
- Hamlet to Koi no Wana (ハムレットと恋の罠, 2015, 1 Band, Zeichnungen)
- Hana-tachi no Ensemble – Hanayome ni wa Mada Narenai (花たちのアンサンブル 花嫁にはまだなれない, 2016, 1 Band, Kurzgeschichtensammlung)
- Okumanchōja to Umi ni Nemuru Ningyohime (億万長者と海に眠る人魚姫, 2018, 1 Band)
- Sabaku no Sheikh to Hanasaki Minohiki (砂漠のシークと花咲みの氷姫, 2019, 1 Band)
- Spain kara Kita Akuma (スペインから来た悪魔, 2019, 1 Band, Zeichnungen)
- Hakushaku no Kuni no Nemureru Hakushaku Fujin (鏡の国の眠れる伯爵夫人, 2020, 1 Band)
- Hanayome wa Hoshifuru Yoru ni Idakarete (花嫁は星降る夜に抱かれて, 2020, 1 Band)
- Lion Heart – Yasashii Kiba ni Koishite (ライオン・ハート～優しい牙に恋して～, 2020, 1 Band)
- Dekiama Cruise – Onzōshi wa Migawari Konyakusha ni Muchū desu (溺甘クルーズ〜御曹司は身代わり婚約者に夢中です〜, 2022, 2 Bände, Zeichnungen)
- Nazometa Hakushaku (謎めいた伯爵, 2022, 1 Band, Zeichnungen)
- Yūsha ni Uragirareta Tensei Chiyūshi ga Maō no Chōki ni Naru Made (勇者に裏切られた転生治癒士が魔王の寵姫になるまで, seit 2023, 2 Bände)